# Gustave Duchamps
Gustave Duchamps, né le 19 décembre 1871 à Bruxelles, est un athlète et joueur de rugby à XV belge.

## Biographie
Licencié au Racing Club de France, Gustave Duchamps est champion de France de saut à la perche en 1893 (ayant franchi 2m45) et en 1894 (2m60, avec un record personnel de 2m77 la même année). 
Toujours avec le RCF, il est vice-champion de France de rugby à XV en 1893 avec son frère Georges, ce dernier ayant déjà conquis le titre avec le RCF en 1892, pour la première édition du championnat. Il participe également au match France-Écosse de 1896, organisé par l'USFSA.